# Poa litorosa
Poa litorosa là một loài thực vật có hoa trong họ Hòa thảo. Loài này được Cheeseman miêu tả khoa học đầu tiên năm 1906.